# گاو بزرگ (فیلم)
گاو نر بزرگ (انگلیسی: The Big Bull) یک یک فیلم سینمایی هندی در ژانر زندگی‌نامه محصول سال ۲۰۲۰ به کارگردانی کوکی گلاتی و با بازیگری آبیشک باچان، ایلیانا دی‌کروز و لخا پرژاپاتی همراه است. داستان این فیلم برگرفته از وقایع واقعی بازار مالی است که بین سالهای ۱۹۹۰ تا ۲۰۰۰ با وقایع هرشاد مهتا و جنایات مالی وی صورت گرفته‌است. فیلمبرداری اصلی از ۱۶ سپتامبر ۲۰۱۹ آغاز شد.

## بازیگران
- آبیشک باچان
- ایلیانا دی‌کروز
- نیکیتا دوتا[۷]
- رام کاپور
- سوهوم شاه
- لخا پرجاپاتی

## تولید
در سال ۲۰۱۸ گزارش شد که اجی دیوگن و ایندر کومار با تولید فیلم با نام The Big Bull (گاو بزرگ) همکاری مشترکی دارند. داستان فیلم قرار بود با استوار بودن زندگی هرشاد مهتا و جنایات مالی وی ساخته شود.

## بازار یابی
آبیشک باچان اولین پوسترهای این فیلم را در ۲ ژانویه سال ۲۰۲۰ به اشتراک گذاشت.